# جامعة السودان للعلوم والتكنولوجيا

الشعار السابق جامعة السودان للعلوم والتكنولوجيا

جامعة السودان للعلوم والتكنولوجيا هي جامعة سودانية، تميزت بتخصصات الهندسة وتقنية المعلومات، وعلاقاتها مع الجامعات الأجنبية ويقع مقر الجامعة في مدينة الخرطوم، وتتوزع منشآتها على أنحاء المدينة: فالقسم الجنوبي وهو الذي يحوي كليات الهندسة يقع في شارع 61 العمارات، و القسم الشمالي يقع في مدينة بحري بالقرب من شارع الانقاذ و هو يحتوي على كليات هندسة و تكنلوجيا الصناعات ، والقسم الغربي يقع في حي المقرن بالقرب من شارع الغابة وهو يحتوي على كليات الكمبيوتر وتقنية المعلومات والدراسات التجارية والمختبرات الطبية.أما مجمع الوسط الذي يوجد غرب هيئة الإمدادات الطبية فيشمل كلية الموسيقى والدراما وكلية علوم الاتصال.

## تاريخ الجامعة
- يرجع تأسيس الجامعة عبر مدرسة الخرطوم الفنية ومدرسة التجارة 1902 مروراً بمدرسة الأشعة 1932م ومدرسة الفنون 1946م ومعهد الخرطوم الفني 1950 ومعهد شمبات الزراعي 1954م الكلية المهنية العليا 1962، ومعهد الموسيقى والمسرح والمعهد العالي للتربية الرياضية للمعلمين تم تأسيس معهد الكليات التكنولوجية 1975م ليكون من هذه المؤسسات أكبر مؤسسة للتعليم التقني في السـودان.
- تم ترفيعه إلى جامعـة السودان للعلوم والتكنولوجيا 1990م ووصلـت الجامعة خلال عقــد ونصف لعشرة أضعـاف البرامج الدراسـية وأعـداد الطلاب ، للجامعة علاقات ثقافية وصلات علمية بالعديد من المؤسسات خارج السودان.
- تضم الجامعة 22 كلية تقدم برامج على مستويات الدراسات العليا (الدكتوراه والماجستير والدبلوم العالي) والدراسات على مستوى البكالوريوس والدبلوم التقني كما تقدم برامج التدريب والدراسات المستمرة.
- يمتاز خريج الجامعة عبر مراحل تطورها بالمعرفة العلمية بجانب المعارف التطبيقية
- حافظت الجامعة على هذه الميزة عبر تقاليدها التعليمية ومكونات برامجها وبامتلاكها للمعامل والورش والأطر التقنية
- وتدريبها لأعضاء هيئة التدريس وتفاعلها مع المجتمع .
- تقدم الجامعة برامجها عبر الطرق التقليدية وعن طريق الانتساب كما تطرح بعض البرامج مستعينة بوسائط التعليم الإلكتروني.

### تخصصات جامعـة السودان للعلوم والتكنولوجيا
- تتنوع التخصصات بالجامعة كالهندسة والتجارة والزراعة والبيطرة والتربية والعلوم واللغات إلى التخصصية كما في الأشعة والمختبرات الطبية وتكنولوجيا المياه والنفط والغابات والفنون والموسيقى والدراما والتربية الرياضية والحاسوب وعلوم الاتصال وتضم الجامعة العديد من المعاهد والمراكز البحثية التي ترعي ارتباط الجامعة بالمجتمع مثل مركز الحاسوب ومركز ثقافة السلام ومعهد تنمية المرأة والطفل ومعهد الليزر ومركز التعليم عن بعد ومركز الطيران . وتمضى الجامعة في تطور مستمر تحديثاً وتوسعا في برامجها بخطى ثابته وراسخة نحو تحقيق أهدافها وبلوغ رسالتها في نشر المعرفة وخدمة المجتمع وإعداد الأطر المتخصصة والمساعدة المؤهلة تأهيلاً جيداً

تعتبر جامعة السودان من الجامعات المميزة في السودان وذلك لتركيزها على الجانب العملي دون إهمال للجانب النظري. كما يشكل خريجوها ركيزة أساسية في المؤسسات والشركات السودانية وغيرها من المؤسسات.

## المباني والمواقع
تقع جامعة السودان للعلوم والتكنولوجيا في ولاية الخرطوم في وسط السودان وتتوزع مجمعات الجامعة في كل من الخرطوم والخرطوم بحري.

### الحرم الجامعي الرئيسي (الجناح الغربي)
وهو المجمع الرئيسي، ويقع في قلب الخرطوم في منطقة المقرن، حيث توجد به إدارة الجامعة ممثلة في مكتب مدير الجامعة ومكتب نائب مدير الجامعة ومكتب وكيل الجامعة وأمانة الشؤون العلمية كما توجد كل من الكليات والعمادات والمعاهد التالية
| - كلية الدراسات العليا - كلية الدراسات التجارية - كلية الفنون الجميلة والتطبيقية - كلية العلوم - كلية اللغات - كلية التربية - كلية التكنولوجيا - كلية علوم الحاسوب وتقانة المعلومات - كلية المختبرات الطبية | - عمادة التعليم عن بعد - عمادة البحث العلمي - عمادة شؤون المكتبات - عمادة شؤون الطلاب - عمادة القبول والتسجيل - عمادة التطوير والجودة | - معهد الليزر - معهد تنمية الأسرة والمجتمع - معهد العلوم والبحوث الإسلامية |

### مجمع شمبات

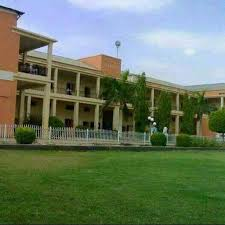
جزء من كلية الدراسات الزراعية جامعة السودان للعلوم والتكنولوجيا
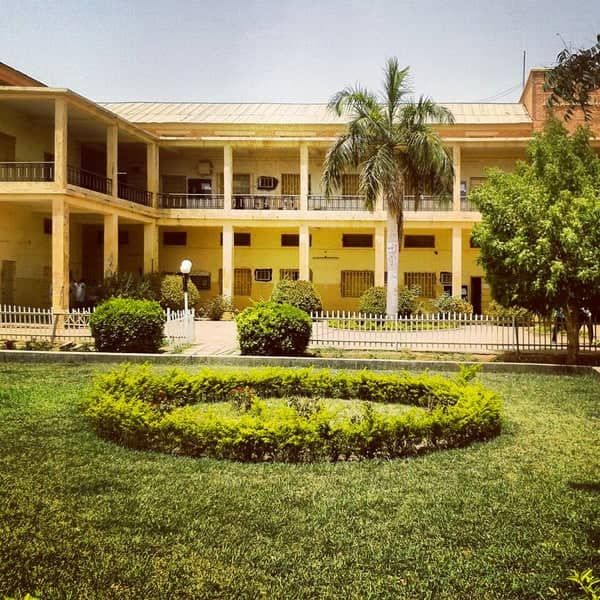
جزء من كلية الدراسات الزراعية جامعة السودان للعلوم والتكنولوجيا